# Raymond Maufrais
Raymond Maufrais (ur. 1 października 1926 w Tulonie – zm. po 13 stycznia 1950) – francuski dziennikarz i podróżnik.
W czasie ii wojny światowej walczył w ruchu oporu wraz z ojcem o wyzwolenie Tulonu (odznaczono go za odwagę Krzyżem Wojennym) następnie został korespondentem wojennym. Zaginiony bez wieści podczas samotnej podróży przez dżunglę rozpoczętej w 1947 na trasie Gujana Francuska - Belém w Brazylii. Dotarł do granicy brazylijskiej i ślad po nim zaginął. 
Ojciec Maufraisa, Edgar, zaczął szukać swojego syna w 1952 roku. Za poszukiwania zapłacił publikując pamiętniki swojego syna (opublikował także własną książkę À la recherche de mon fils, wydaną przez Éditions Julliard w 1956 roku). Dziewięć lat po bezowocnych poszukiwaniach, przypadkowo spotkana ekipa telewizyjna z Réseau Outre-Mer 1re znalazła go w Maripasoula w 1961 roku i przeprowadziła z nim wywiad. Po osiemnastu wyprawach i przejechaniu ponad 12 000 kilometrów przez Amazonię Edgar Maufrais w końcu porzucił poszukiwania w czerwcu 1964 roku. Wrócił do Tulonu gdzie zmarł dziesięć lat później. Raymond Maufrais nigdy nie zostanie odnaleziony.
Był autorem książek Aventures au Matto-Grosso i Aventures en Guyane wydanych we Francji już po zaginięciu autora. Ta druga została wydana na podstawie odnalezionego dziennika i wydana w Polsce przez Iskry, pt. Zielone piekło, zaś w serii Naokoło świata - edycja łączona.